# Andrea Fumagalli
Andrea Guido Fumagalli, né à Monza le 18 octobre 1971, plus connu sous le nom de scène Andy, est un artiste polyvalent de la musique et de l’art italiens. Il est cofondateur du groupe expérimental Bluvertigo. Celui-ci se caractérise par des sons expérimentaux et la fusion de l'électronique et du rock. Il est aussi DJ et s’adonne à la peinture.

## Biographie

### Formation
Andrea Fumagalli naît le 18 octobre 1971 à Monza en Lombardie, région de la plaine du Pô. Très tôt, il se passionne pour la musique et les arts figuratifs. Il est inscrit à l'Institut d'art de Monza et se spécialise plus tard en illustration et graphisme publicitaire à l'Académie des arts appliqués de Milan. Andy est également patineur artistique et enseigne cette discipline.

### Bluvertigo
Andy et Morgan fondent « Bluvertigo » au début des années quatre-vingt-dix, qui devient rapidement un groupe important et novateur de la scène rock et électro italienne. Dans le groupe, il joue des claviers, des synthétiseurs, des sax, des vocoders et assure aussi la deuxième voix, avec parfois des solo dans certains morceaux comme Porse. Il est influencé par David Bowie, Depeche Mode, Brian Eno et Bruno Munari, amalgamant des éléments de synthpop, de glam rock et de rock expérimental dans ses productions. On retrouve dans sa musique un mélange d'électronique et de sons en direct, à la recherche d'un équilibre entre innovation et tradition. Le groupe sort plusieurs albums influents, dont « Acides et bases » (1995) et « Pop Tools » (2001).

### Autres activités

#### Peinture
Andrea Fumagalli n’abandonne pas les arts visuels, ses œuvres s’inspirent du pop art et se distinguent par l'utilisation de couleurs fluorescentes et de techniques originales. En 2009, il décore une Fiat 500 avec des couleurs pop art. Il expose son travail en Italie et à l'étranger.

#### Musique
Il se produit en tant que DJ dès 2002 avec des sets dédiés à la musique des années 1980 (souvent accompagnés d'expositions de ses œuvres). En 2009, il est membre du jury de sélection pour l’émission The X Factor. Il collabore  aussi à des projets musicaux et humanitaires comme Rezophonic.Depor 2012. Il lance le projet musical « Fluon », un groupe qui allie musique, peinture et design, avec lequel il a publie des singles tels que Naked. Il se produit en 2022 avec la chanteuse Giusy Ferreri à Sanremo lors d’une soirée de duos.

### Vie privée
Andy porte en tatouage le symbole original du groupe Bluvertigo (un point d'interrogation à l'intérieur d'un triangle inversé) sur son épaule droite.
Il ne délivre que très peu d'informations sur sa famille ou ses relations, tout en étant présent sur les réseaux sociaux avec une audience décente.

## Discographie

### Avec Fluon
- 2014 : Futura resistenza

### Avec Bluvertigo
- 1995 : Acidi e basi
- 1997 : Metallo non metallo
- 1999 : Zero
- 2001 : Pop Tools
- 2008 : Storytellers

### Avec Golden Age
- 1989 : Chains